# 和泉夏子
和泉 夏子（いずみ なつこ、1966年8月28日 - ）は、京都府京都市上京区生まれ、北区育ちの関西で活動するローカルタレント。血液型B型。身長168cm。既婚。
所属事務所はシーディング（1995年10月 - 2007年5月）→フリー（2007年6月 - 2009年1月）→オフィスキイワード（2009年2月 - ）。

## 略歴
2歳上の兄、3歳下の妹がいる。京都市立衣笠中学校→家政学園家政学園高等学校→家政学園京都文教短期大学服飾意匠学科卒業後、アパレル関係の仕事に就く。アメリカ合衆国ネブラスカ州へ留学、1989年8月末に帰国。ECC外語学院に就職。受付事務及び小学生・中学生の英会話クラスの講師（茨木校と河原町校 愛称:Liz先生）として5年間勤務し、生徒募集のポスターやテレホンカードの写真にも登場していた。ECC外語学院のスピーチコンテストの司会を担当したのがきっかけで、1993年からCHK京都アナウンススクール（對馬京子（先輩）、稲野一美（後輩）と同じ）に通い、1995年7月にタレント活動を開始。デビュー以来1回も仕事が途切れたことがない。

## 逸話
特技：着物の着付け（講師）、カラーコーディネート、英会話（実用英語技能検定準1級）、アロマセラピー、ネイルアート、フラワーアレンジメント、見送り（料亭のおかみ並み）。趣味はゴルフ、スノーボード、軟式テニス（高等学校生の時に近畿でベスト16）、水泳（小学校5年の時京都市の水泳大会で平泳ぎ3位）、スポーツ観戦。運転免許証取得。
河内家菊水丸は命の恩人で、2004年に彼のアドバイスのおかげで、癌の早期発見ができた。彼の弟子ではないが、盆踊りでお囃子をしている。
元カルバン・クラインのモデル。森脇健児とは高等学校の頃からの知り合い。
福山雅治の熱烈なファンで、台湾まで追っかけをしている。
「焦げちゃう - 」の台詞で人気（MBSラジオの携帯サイトで着信ボイスとして配信）。

## 現在出演中の番組
- おつかれさん!（火曜18:00 - 21:00 KBSラジオ、2011年5月3日 -  ） - 「住まいの健康一番」コーナー担当

## 過去の出演番組

### ラジオ
- 田渕岩夫の6時です!（2009年10月5日 - 2011年4月26日、KBSラジオ）
- 桂坊枝の生活研究所→日曜出勤生ラジオ（MBSラジオ）
- 和泉修のスポーツシャッフル（1996年10月 - 1998年3月、MBSラジオ） - ナイターオフ番組、2シーズン、初アシスタント
- さてはトコトン菊水丸（1998年10月 - 2009年3月、MBSラジオ）
- ノムラでノムラだ♪ EXトラ!金曜パートナー（2009年4月 - 2011年3月、MBSラジオ）
- 春山満の若者よ、だまされるな!（2011年4月3日 - 2014年3月30日、MBSラジオ）

### テレビ
- 田渕岩夫の得ダネ!てれび（1998年 - 2003年 KBSテレビ）
  - 2008年3月28日の最終回で5年ぶりに出演した。同じ時間帯に放送のラジオ『さてはトコトン菊水丸』が選抜高等学校野球選手権大会で休止中のため出演することができ、今の私があるのは田渕さんのおかげとコメントした。
- おはようコールABC（ABCテレビ）
- 宵待5（毎日放送）
- とっておき滋賀545（月・火曜、2009年4月6日 - 2009年9月29日 びわ湖放送）
- 8時です!生放送!!（木曜20:00 - 20:53 ジェイコムウエスト、2009年7月2日 - 2012年12月13日）
- とっぴもナイト（2011年6月18日、KBSテレビ）
- コレキメ（月 - 金曜10:54 - 11:00 MBSテレビ、2013年4月1日 -  ）桜井一枝、河原祥子、竹中美彩、小林万希子
- あなたがいるから・・・（ 2016年8月 - 読売テレビ、サンテレビ、びわ湖放送、KBSテレビなど）和泉の母　提供：ていねい通販

など

## 関連人物
- 河内家菊水丸
- 桜井一枝
- 滝トール
- 浅越ゴエ
- 田渕岩夫